# Indiana Pacers 1984-1985
La stagione 1984-85 degli Indiana Pacers fu la 9ª nella NBA per la franchigia.
Gli Indiana Pacers arrivarono sesti nella Central Division della Eastern Conference con un record di 22-60, non qualificandosi per i play-off.

## Roster
| N° | Naz.                   | Ruolo | Sportivo          | Anno | Alt. | Peso |
| -- | ---------------------- | ----- | ----------------- | ---- | ---- | ---- |
| 2  | Stati Uniti (bandiera) | G     | Ralph Jackson     | 1962 | 188  | 86   |
| 7  | Stati Uniti (bandiera) | A     | Devin Durrant     | 1960 | 201  | 91   |
| 8  | Stati Uniti (bandiera) | GA    | Tony Brown        | 1960 | 198  | 84   |
| 10 | Stati Uniti (bandiera) | G     | Vern Fleming      | 1962 | 196  | 84   |
| 11 | Stati Uniti (bandiera) | A     | Greg Kelser       | 1957 | 201  | 86   |
| 14 | Stati Uniti (bandiera) | G     | Jerry Sichting    | 1956 | 185  | 76   |
| 16 | Stati Uniti (bandiera) | G     | Jim Thomas        | 1960 | 191  | 86   |
| 20 | Stati Uniti (bandiera) | A     | Bill Garnett      | 1960 | 206  | 102  |
| 25 | Stati Uniti (bandiera) | A     | Kenton Edelin     | 1962 | 203  | 93   |
| 31 | Stati Uniti (bandiera) | C     | Granville Waiters | 1961 | 211  | 102  |
| 32 | Stati Uniti (bandiera) | AC    | Herb Williams     | 1958 | 208  | 110  |
| 33 | Stati Uniti (bandiera) | A     | Clark Kellogg     | 1961 | 201  | 102  |
| 40 | Stati Uniti (bandiera) | C     | Steve Stipanovich | 1960 | 211  | 111  |
| 43 | Stati Uniti (bandiera) | G     | Terence Stansbury | 1961 | 196  | 77   |
| 55 | Panama (bandiera)      | AC    | Stuart Gray       | 1963 | 213  | 107  |

## Staff tecnico
- Allenatore: George Irvine
- Vice-allenatori: Donnie Walsh, Mel Daniels
- Preparatore atletico: David Craig